# Michelle Rogers
Michelle Rogers (* 21. Januar 1976 in Salford) ist eine britische Judoka. 
Rogers begann im Alter von neun Jahren mit dem Judo und erreichte schließlich mit 16 Jahren den Schwarzen Gürtel. 1994 gewann sie den Titel bei den Junioren-Europameisterschaften. Bei den Judo-Europameisterschaften 1996 startete sie erstmals und gewann in der 72-kg-Klasse die Bronzemedaille. In Atlanta erreichte sie in der Schwergewichtsklasse (über 72 kg) bei den Olympischen Sommerspielen 1996 den neunten Platz. Ein Jahr später, bei den Judo-Europameisterschaften 1997 in Ostende, gewann sie die Silbermedaille; im gleichen Jahr kam sie bei den Judo-Weltmeisterschaften 1997 auf den fünften Platz. 2001 gewann Rogers erneut die Bronzemedaille bei den Europameisterschaften. Bei den kurz darauf stattfindenden Judo-Weltmeisterschaften 2001 erreichte sie den siebten Platz. Bei den Commonwealth Games 2002 in ihrer Heimat Manchester gewann sie die Goldmedaille in ihrer Klasse. Bei den Judo-Europameisterschaften 2007 in Belgrad gewann sie erneut die Bronzemedaille. Auch beim Super-Weltcup in Moskau gelang ihr dieser Erfolg. Bei den Olympischen Sommerspielen 2008 in Peking startete sie in der Halbschwergewichtsklasse (bis 78 kg) und erreichte am Ende wie bereits 1996 den neunten Platz.